# Natividade da Virgem (Perugino)
Natividade da Virgem é uma pequena pintura em têmpera sobre painel de Pietro Perugino, datada de cerca de 1472. Está, atualmente, na Walker Art Gallery, em Liverpool. Mostra a natividade da Virgem Maria. O estilo da casa é fortemente influenciado por Andrea del Verrocchio.
A pintura pertence ao período inicial de Perugino e às importantes encomendas que ele ganhou durante o curto período em que esteve ativo em Florença. Tanto ela quanto o Milagre da Neve são geralmente identificadas como uma das duas partes sobreviventes da mesma predella de um retábulo perdido da Virgem Maria ou da Piazza Madonna pelo estúdio de Verocchio.